# São Pedro (Gouveia)
São Pedro ist ein Ort und eine ehemalige Gemeinde (Freguesia) im portugiesischen Kreis Gouveia. Die Gemeinde hatte 1847 Einwohner (Stand 30. Juni 2011).
Am 29. September 2013 wurden die Gemeinden Gouveia (São Pedro) und Gouveia (São Julião) zur neuen Gemeinde União das Freguesias de Gouveia (São Pedro e São Julião) zusammengeschlossen. Gouveia (São Pedro) ist Sitz dieser neu gebildeten Gemeinde.